# Ліза Меркавскі
Ліза Енн Меркавскі (англ. Lisa Ann Murkowski; нар. 22 травня 1957, Кетчикан, Аляска) — американська політична діячка та юристка польського походження (її прадід переїхав до США з Польщі, тоді як її мати ірландських і франко-канадських коренів). Сенатор від штату Аляска. Член Республіканської партії.
1998 року була обрана до Палати представників штату Аляска. У грудні 2002 року у досить нетрадиційний спосіб була обрана сенатором. Її батько, Френк Меркавскі, сенатор США від штату Аляска (з 1980 року), переміг на виборах губернатора штату в листопаді 2002 року, тому повинен був залишити Сенат. Як новий губернатор штату він, проте, мав право призначати нову людину на звільнене місце в Сенаті до наступних виборах у 2004 році. Френк Меркавскі призначив свою дочку, Лізу Меркавскі. Цей маневр широко розкритикували як прояв кумівства. З іншого боку, Ліза Меркавскі була фактичним лідером республіканської більшості в Палаті представників штату.
Незважаючи на суперечки, пов'язані з процесом відбору, Ліза Меркавскі влітку 2004 стала переможницею в номінації Республіканської партії на виборах до Сенату, а восени 2004 року поборола свого суперника Тоні Ноулза з Демократичної партії з рахунком 49 % проти 45 %, й тим самим здобула мандат сенатора.
2010 року не була підтримана своєю партією й оголосила про незалежне висування; перемогла з результатом у 41 % голосів виборців.